# 리가
리가(라트비아어: Rīga [ˈriːɡa] 듣기 (도움말·정보), 에스토니아어: Riia, 러시아어: Рига, 리투아니아어: Ryga)는 라트비아의 수도로, 발트해와 다우가바강에 접해 있다. 리가는 발트 3국 가운데 가장 큰 도시(2011년 7월 현재 인구는 702,891명)이다. 면적은 307.17 km2로서, 해발 1~10m 사이에 분포해 있으며, 평지와 사구(沙丘, 모래 언덕)로 되어 있다.
리가의 구시가지는 세계 문화 유산으로 등록되었다. 항구 공업도시로 라트비아의 공업생산의 약 70%를 산출한다. 전기기계·차량·농기계 제조·화학·섬유·유리공업이 발달되어 있다.
대한민국에서는 미크로틱 등으로 아는 사람 외에는 인지도가 바닥에 가까웠으나 김기덕 감독이 사망하면서 널리 알려지게 되었다.

## 역사
1201년 독일 브레멘의 주교였던 알베르트(Alberts)가 이 도시를 건설하였다. 1282년에는 한자 동맹 가맹도시가 되어, 발트해 연안의 주요 상업도시로 번영을 누렸다.
1621년 스웨덴이 이 도시를 점령하여 요새화하였으나, 1721년 이후 러시아 제국의 지배를 받았다. 1918년 라트비아의 독립과 함께 수도가 되었다.

## 주민
인구는 약 74만 명이다. 45%의 주민이 라트비아인, 40%가 러시아인, 4%가 벨라루스인, 3%가 우크라이나인, 2%가 폴란드인, 1%가 리투아니아인 등이다. 대부분이 개신교를 믿지만 일부는 러시아 정교회를 믿는다.
| 연도 | 인구    | ±%      |
| ---- | ------- | ------- |
| 1897 | 282,200 | —       |
| 1913 | 472,100 | +67.3%  |
| 1920 | 185,100 | −60.8%  |
| 1930 | 377,900 | +104.2% |
| 1940 | 353,800 | −6.4%   |
| 1945 | 228,200 | −35.5%  |

| 연도 | 인구    | ±%      |
| ---- | ------- | ------- |
| 1950 | 482,300 | +111.3% |
| 1959 | 580,400 | +20.3%  |
| 1970 | 731,800 | +26.1%  |
| 1979 | 835,500 | +14.2%  |
| 1990 | 909,135 | +8.8%   |
| 2000 | 764,329 | −15.9%  |

| 연도 | 인구    | ±%     |
| ---- | ------- | ------ |
| 2011 | 658,640 | −13.8% |
| 2015 | 641,007 | −2.7%  |
| 2019 | 632,614 | −1.3%  |
| 2021 | 614,618 | −2.8%  |

|  | 기술적 문제로 인해 그래프를 일시적으로 사용할 수 없습니다. 파브리케이터와 미디어위키 위키에 더 자세한 정보가 있습니다. |

## 기후
| 리가의 기후                                                                               | 리가의 기후   | 리가의 기후   | 리가의 기후   | 리가의 기후 | 리가의 기후 | 리가의 기후 | 리가의 기후 | 리가의 기후 | 리가의 기후 | 리가의 기후 | 리가의 기후  | 리가의 기후   | 리가의 기후   |
| 월                                                                                        | 1월           | 2월           | 3월           | 4월         | 5월         | 6월         | 7월         | 8월         | 9월         | 10월        | 11월         | 12월          | 연간          |
| ----------------------------------------------------------------------------------------- | ------------- | ------------- | ------------- | ----------- | ----------- | ----------- | ----------- | ----------- | ----------- | ----------- | ------------ | ------------- | ------------- |
| 역대 최고 기온 °C (°F)                                                                    | 10.2 (50.4)   | 13.6 (56.5)   | 21.7 (71.1)   | 27.9 (82.2) | 30.5 (86.9) | 34.0 (93.2) | 34.5 (94.1) | 33.9 (93.0) | 29.4 (84.9) | 23.4 (74.1) | 17.2 (63.0)  | 11.8 (53.2)   | 34.5 (94.1)   |
| 일평균 최고 기온 °C (°F)                                                                  | −0.1 (31.8)   | 0.3 (32.5)    | 4.8 (40.6)    | 11.9 (53.4) | 17.8 (64.0) | 21.3 (70.3) | 23.8 (74.8) | 22.7 (72.9) | 17.3 (63.1) | 10.5 (50.9) | 4.8 (40.6)   | 1.4 (34.5)    | 11.4 (52.5)   |
| 일일 평균 기온 °C (°F)                                                                    | −2.1 (28.2)   | −2.0 (28.4)   | 1.5 (34.7)    | 7.4 (45.3)  | 13.0 (55.4) | 16.7 (62.1) | 19.3 (66.7) | 18.3 (64.9) | 13.4 (56.1) | 7.5 (45.5)  | 3.0 (37.4)   | −0.3 (31.5)   | 8.0 (46.4)    |
| 일평균 최저 기온 °C (°F)                                                                  | −4.5 (23.9)   | −4.6 (23.7)   | −1.7 (28.9)   | 2.9 (37.2)  | 8.2 (46.8)  | 12.4 (54.3) | 14.9 (58.8) | 14.1 (57.4) | 9.8 (49.6)  | 4.9 (40.8)  | 1.1 (34.0)   | −2.4 (27.7)   | 4.6 (40.3)    |
| 역대 최저 기온 °C (°F)                                                                    | −33.7 (−28.7) | −34.9 (−30.8) | −30.3 (−22.5) | −13.1 (8.4) | −5.5 (22.1) | −2.3 (27.9) | 4.0 (39.2)  | 0.0 (32.0)  | −4.1 (24.6) | −9.5 (14.9) | −20.5 (−4.9) | −31.9 (−25.4) | −34.9 (−30.8) |
| 평균 강수량 mm (인치)                                                                     | 46.5 (1.83)   | 40.1 (1.58)   | 34.1 (1.34)   | 35.0 (1.38) | 47.5 (1.87) | 65.0 (2.56) | 79.5 (3.13) | 77.9 (3.07) | 67.1 (2.64) | 75.6 (2.98) | 56.3 (2.22)  | 50.2 (1.98)   | 674.8 (26.58) |
| 평균 강설량 cm (인치)                                                                     | 25.0 (9.8)    | 23.6 (9.3)    | 15.7 (6.2)    | 5.2 (2.0)   | 0.0 (0.0)   | 0.0 (0.0)   | 0.0 (0.0)   | 0.0 (0.0)   | 0.0 (0.0)   | 1.2 (0.5)   | 7.0 (2.8)    | 22.0 (8.7)    | 99.7 (39.3)   |
| 평균 강수일수 (≥ 1.0mm)                                                                   | 11            | 9             | 8             | 7           | 8           | 10          | 9           | 10          | 9           | 12          | 11           | 11            | 115           |
| 평균 상대 습도 (%)                                                                        | 85.9          | 82.4          | 76.0          | 68.2        | 66.3        | 69.1        | 71.0        | 73.2        | 78.5        | 83.1        | 87.2         | 87.4          | 77.4          |
| 평균 월간 일조시간                                                                        | 36.6          | 64.2          | 141.2         | 203.6       | 286.7       | 282.2       | 291.2       | 250.4       | 166.7       | 95.5        | 36.1         | 24.4          | 1,878.8       |
| 출처 1: 라트비아 환경지질기상센터 (평년값: 1991년~2020년, 극값: 1885년~현재)              |               |               |               |             |             |             |             |             |             |             |              |               |               |
| 출처 2: 미국 해양대기청 (강수일수/상대습도: 1991년~2020년), World Weather Online (강설량) |               |               |               |             |             |             |             |             |             |             |              |               |               |

## 자매 도시
| - 덴마크 올보르 - 중화인민공화국 베이징시 - 프랑스 칼레 - 일본 고베시 - 핀란드 포리 - 칠레 산티아고 - 중화민국 타이베이시 - 조지아 트빌리시 | - 카자흐스탄 알마티 - 프랑스 보르도 - 미국 댈러스 - 벨라루스 민스크 - 미국 프로비던스 - 영국 슬라우 - 에스토니아 탈린 - 리투아니아 빌뉴스 | - 네덜란드 암스테르담 - 독일 브레멘 - 이탈리아 피렌체 - 러시아 모스크바 - 독일 로스토크 - 스웨덴 스톡홀름 - 우즈베키스탄 타슈켄트 - 폴란드 바르샤바 | - 카자흐스탄 아스타나 - 오스트레일리아 케언스 - 우크라이나 키이우 - 스웨덴 노르셰핑 - 러시아 상트페테르부르크 - 중화인민공화국 쑤저우 시 - 에스토니아 타르투 |